# La Chapelle-Iger
La Chapelle-Iger település Franciaországban, Seine-et-Marne megyében. Lakosainak száma 191 fő (2022. január 1.). La Chapelle-Iger Voinsles, Courpalay, Bernay-Vilbert és Gastins községekkel határos.

## Népesség
A település népességének változása:
| Lakosok száma | 155  | 160  | 163  | 169  | 170  | 170  | 177  | 184  | 191  |
|               | 2013 | 2015 | 2016 | 2017 | 2018 | 2019 | 2020 | 2021 | 2022 |